# Wiktor Anfiłow
Wiktor Anfiłow (ros. Виктор Александрович Анфилов, ur. 10 lipca 1919 we wsi Jagubowka w guberni niżnonowogrodzkiej, zm. 15 lutego 2002) – profesor Moskiewskiego Państwowego Instytutu Stosunków Międzynarodowych.
W 1934 został członkiem Komsomołu, a w 1943 WKP(b). Od 1938 studiował w Akademii Wojskowo-Inżynieryjnej, podczas wojny ZSRR z Niemcami walczył m.in. na 2 Froncie Ukraińskim, był kilkakrotnie odznaczany za zasługi bojowe. Po wojnie kontynuował naukę, w 1949 ukończył Akademię Wojskowo-Inżynieryjną, potem do jesieni 1951 służył w Grupie Wojsk Radzieckich w Niemczech, 1951-1953 studiował na Wydziale Wojskowo-Historycznym Akademii Wojskowej im. Frunzego, w 1955 obronił pracę kandydacką. Był doktorem nauk historycznych, akademikiem Akademii Nauk Wojskowych, starszym konsultantem naukowym Sztabu Generalnego Sił Zbrojnych ZSRR, starszym wykładowcą Wojskowej Akademii Sztabu Generalnego Sił Zbrojnych Federacji Rosyjskiej; Zasłużony Działacz Nauki Federacji Rosyjskiej; autor prac naukowych i monografii z zakresu historii wojskowości.
Jeden z głównych oponentów Wiktora Suworowa i jego teorii o gotowości agresji ZSRR na Niemcy hitlerowskie w 1941

## Odznaczenia
- Order Wojny Ojczyźnianej I klasy
- Order Wojny Ojczyźnianej II klasy
- Order Czerwonej Gwiazdy (dwukrotnie)
- Medal „Za zasługi bojowe”